# Notomymar aptenosoma
Notomymar aptenosoma är en stekelart som beskrevs av Doutt och Yoshimoto 1970. Notomymar aptenosoma ingår i släktet Notomymar och familjen dvärgsteklar. Inga underarter finns listade i Catalogue of Life.